# Tom Daley
Thomas Robert "Tom" Daley nascut a Plymouth, Anglaterra el 21 de maig de 1994 és un saltador de trampolí especialitzat en la plataforma de 10 metres. Va ser campió del món FINA el 2009 en l'esdeveniment individual als 15 anys. Des del principi va mostrar un talent precoç quan es va proclamar campió infantil en diversos esdeveniments i va fer un impacte a les competicions nacionals i internacionals als 9 anys.
Va representar a Gran Bretanya en els Jocs Olímpics d'Estiu de 2008 on va ser competidor més jove en la competició i el més jove a participar en una final. A les següents Olimpíades, Londres 2012, va guanyar la medalla de bronze per a Gran Bretanya en la competició individual.

## Carrera

### Inicis
Daley va ser descobert per un entrenador mentre estava fent classes en el Plymouth Diving Club i de seguida el van col·locar a l'equip de competició setembre del 2002. La seva primera competició que va fer va ser el Campionat Nacional de novells l'abril del 2003, on va guanyar una medalla en la categoria de 8/9 anys. Al setembre de 2003, va participar en un esdeveniment invitacional a Southampton, on va guanyar en les plataformes 1 m, 3 m. Daley també va guanyar, en el seu grup d'edat, els campionats britànics en el trampolí d'1 m, el 3 m trampolí i plataforma en 2004, 2005 i 2006.
El juny de 2004, el mes després del seu desè aniversari, va guanyar la competició de salts en el Nacional Junior sub 18 grup, convertint-se en el guanyador més jove d'aquest esdeveniment. En el 2005 Daley va competir com a competidor convidat als campionats nacionals d'Austràlia i va quedar primer en la plataforma i segon en trampolí de 3 m en la categoria de 14-15 anys. AL moment va arribar al nivell de classificació per als Jocs de la Commonwealth 2006, però no va ser seleccionat per a l'equip de Anglaterra a causa de la seva edat. En 2006, va ser campió britànic sub 18 en la plataforma i en trampolí de 3 metres, i va quedar en segon lloc en la 10 m plataforma de 10m en els campionats britànics de 2007, celebrats el 2006. .

### 2007
El gener de 2007, als dotze anys, Daley va rebre un permís especial per competir al Festival Olímpic Australià de la Joventut 2007. L'edat mínima és de quinze usual. Competint amb una lesió en el polze persistent, Daley va guanyar la medalla de plata amb sincro-soci Callum Johnstone a la final de 10 metres-salts sincronitzats.
Més tard, va guanyar el Títol de plataforma senior en l'Associació de Natació Amateur (ASA) Campionats Nacionals, el campionat nacional per als saltadors anglesos.

### 2008
El gener de 2008, Daley va guanyar en la plataforma de 10m en el Campionat Britànic convertir-se en el guanyador més jove britànic dels 10 m. També va guanyar el títol en la plataforma de 10m en el salt sincronitzat amb Blake Aldridge.
Més endavant Daley i Aldridge van guanyar bronze en sincronitzada a la Copa del Món de Salts FINA 2008. La seva puntuació va ser un rècord britànic i Daley es va convertir en el medallista masculí més jove mai en la competició de salts del món. Daley va quedar setè en la competició individual. El març de 2008, Daley es va convertir en la persona més jove a guanyar una medalla d'or en els Campionats d'Europa, celebrats a Eindhoven.
Daley es va classificar per als Jocs Olímpics de Pequín 2008 en la competició de salts en la plataforma de 10 metres individual.
Un mes després de la seva aparició en els Jocs Olímpics, Daley va participar en el Campionat Mundial Juvenil de FINA per primera vegada (anteriorment havia sigut massa jove per competir). Va acabar segon en la categoria de plataforma "B" (per a nois de 14 i 15 anys) amb 549,60 punts, entre els de la Xina, Qiu Bo (551.85 punts) i Wu Dongliang (474,00 punts).> Va ocupar el segon lloc en la competició de trampolí de 3m en la mateixa categoria amb 485.25 punts.

### 2009
Al febrer de 2009, Daley va retenir el seu campionat britànic de 10 m individual, marcant una millor puntuació personal de 517,55 punts, 133,45 punts d'avantatge sobre el segon classificat. No va ser capaç de defensar el seu títol dels 10 m sincronitzat, ja el seu company de Blake Aldridge havia estat ferit en diversos dies abans dels campionats i va ser incapaç de competir. El març de 2009 Tom va millorar la seva puntuació personal i va quedar tercer en un esdeveniment de Sèrie Mundial de clavats a la Xina, and the following month he improved it to 540.85 while finishing second at the World Series event in Sheffield. i el següent mes va millorar la va superar amb 540,85, quedant segon en l'esdeveniment de la Sèrie Mundial a Sheffield.
Ja que Daley s'havia quedat sense company de salts sincronitzats el seu pare va dir que li agradaria que el seu fill tingués un company de busseig diferent. A l'abril de 2009 va començar a saltar amb Max Brick. La parella va aconseguir una medalla de plata a Fort Lauerdale sincronitzat en la plataforma 10m, el 8 de maig del 2009. Daley va guanyar la prova individual en una nova millor marca personal de 554.90, marcant un perfecte conjunt de set 10s per a un dels seus salts. En els Campionats del Món FINA 2009, que es va celebrar a Roma, Daley va guanyar inesperadament el títol de plataforma individual malgrat la seva puntuació baixa, els seus oponents van tenir salts pobres.

### 2010
En el Campionat Britànic febrer 2010 la competència individual de 10 m, Daley va donar a conèixer el seu salt 5255B (dos mortals i mig enrere i dos girs i mig) en competició per primera vegada i va aconseguir una puntuació de 3.6. En aquesta competició Daley va acabar en segon lloc, 40,05 punts per darrere de Peter Waterfield.
A la FINA Diving World Series el març de 2010 a la competició individual de 10 m de Qingdao, Daley va presentar els seus dos salts nous i va acabar en quart lloc, 520,35 punts (la puntuació personal més alta de l'any).
L'agost del 2010, Daley va assistir als Campionats d'Europa de Budapest, Hongria, amb la intenció de defensar el seu títol dels 10 metres individuals. No obstant això, una lesió al tríceps en la competició sincronitzada de 10 metres va obligar la seva retirada tant de les competicions 10m sincro com a les individuals, i va fer dubtar la seva participació en els Jocs Olímpics de la Joventut inaugurats a Singapur en les següents dues setmanes.
El 12 d'octubre de 2010, Daley va assistir als Jocs de la Commonwealth 2010 a Nova Delhi, l'Índia i que, juntament amb el seu company d'equip Max Brick. Va guanyar la medalla d'or dels 10 m sincronitzat en la Plataforma. L'endemà, també va guanyar l'or en la competènció de plataforma de 10 metres individual.

### 2011
Per a la temporada 2011, Daley va ser aparellat en les competicions de salts sincronitzats amb Peter Waterfield que va guanyar una medalla de plata a les Olimpíades d'Atenes. A la Copa Nacional del 2011 es va celebrar el Campionat Britànic els dies 28-30 de gener i Daley va quedar segon en la competetició de salts de trampolí de 3 m darrere Jack Laugher i, juntament amb Waterfield, va guanyar la plataforma de 10 metres sincronitzats. L'endemà, Waterfield van vèncer Daley al títol individual en la plataforma de 10 metres per a segon any consecutiu, per 494,25 punts a 472,35 i Max Brik tercer amb 399,80.
En el Campionat Mundial de 2011, celebrat a Xangai, Xina, va ser aparellat de nou amb Waterfield en l'esdeveniment sincronitzat dels 10m, però en la setmana abans de la competició Waterfield va acabar en sisè lloc, ja que es va posar malalt, tenia una malaltia similar a la grip. En la prova individual, Daley va acabar en cinquè lloc en 505,10 punts, per darrere de Qiu Bo (585.45), David Boudia (544.25), Sascha Klein (534.50), i Victor Minibaev (527.50).

### 2012

#### Olimpíades
S'esperava que la competició de plataforma sincronitzada de 10 metres, el primer dilluns dels Jocs, Daley i Waterfield podrien guanyar la primera medalla de l'equip de Gran Bretanya dels Jocs. Van lidera la compretició els primers tres salts però per culpa d'un mal salt van acabar quarts amb 454,65 punts, per darrere de la parella xinesa de Cao Yuan i Zhang Yanquan amb 486,78 punts. Després d'aquesta decepció, Daley va rebre diversos missatges abusius en el Twitter, que van acabar policia arrestant un jove de 17 anys i un futbolista professional de 28 anys, per a la publicació dels missatges ofensius.
Tornant divendres a la final dels Jocs per a l'esdeveniment de plataforma de 10 metres individualas, Daley en la ronda preliminar ocupava el 15è lloc. L'endemà en les semifinals Daley va acabar en una posició molt més alta, ocupava la quarta posició amb 521,10 punts, per darrere de Qiu Bo a 563.55, Lin Yue en 541.80, i Boudia en 531,15.
La ronda final es va iniciar de forma dramàtica quan Tom Daley va haver de repetir el seu salt a causa d'un gran nombre de flaixos de càmera. En el primer salt li havien atorgat 75 punts però després de la repetició en va aconseguir 91.80. Daley portava l'avantatge sobre Qiu Bo i David Boudia per 0,15 punts, però el salt definitiu de Daley tenia un grau de dificultat de només 3,3, mentre que els seus rivals tots dos tenien 3,6. Finalment Daley va guanyar la medalla de bronze amb 556.95 punts, mentre que Boudia va guanyar l'or amb 568,65 punts i Qiu Bo va guanyar la plata amb 566.85 punts.

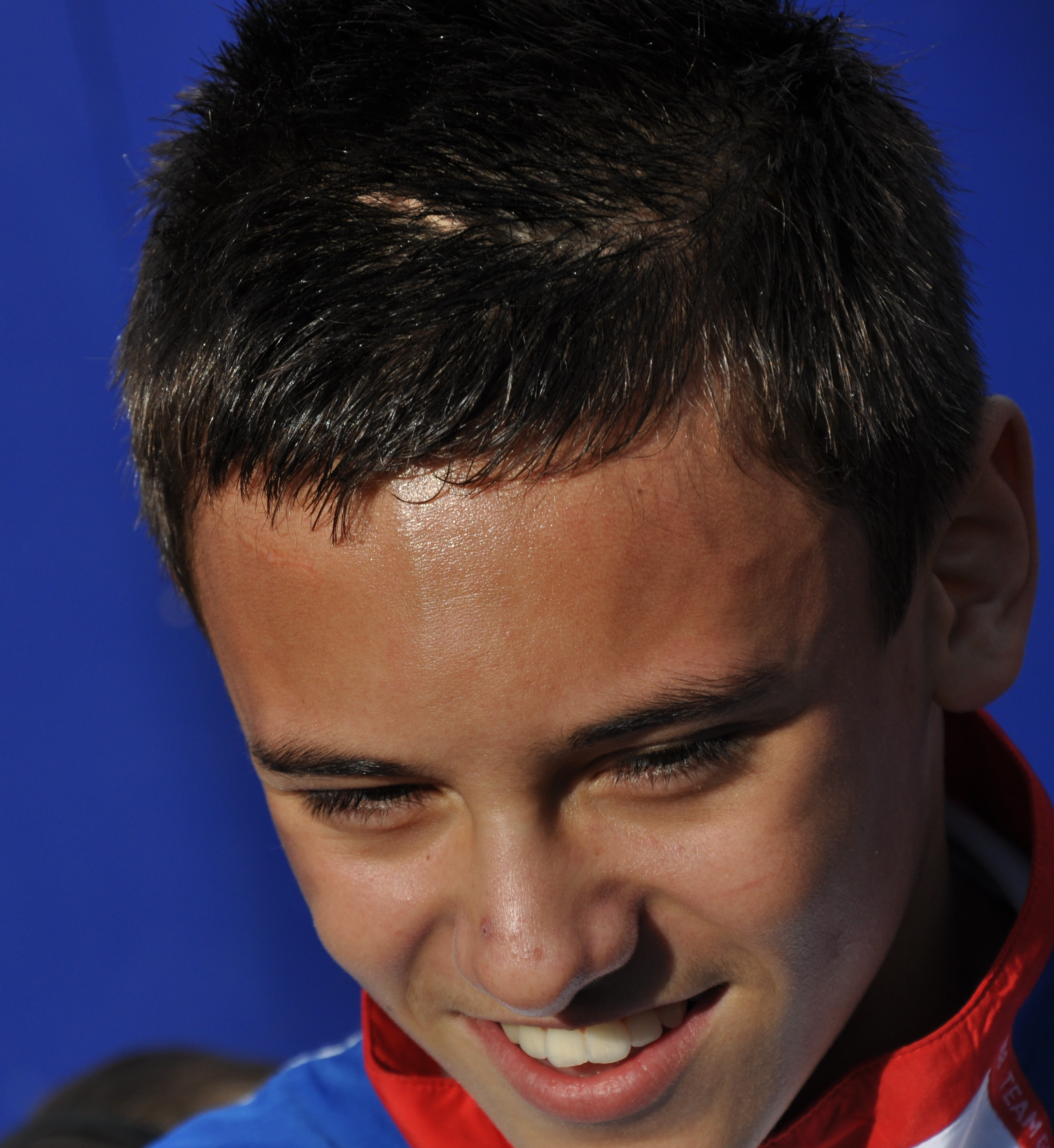
Tom Daley al 2008
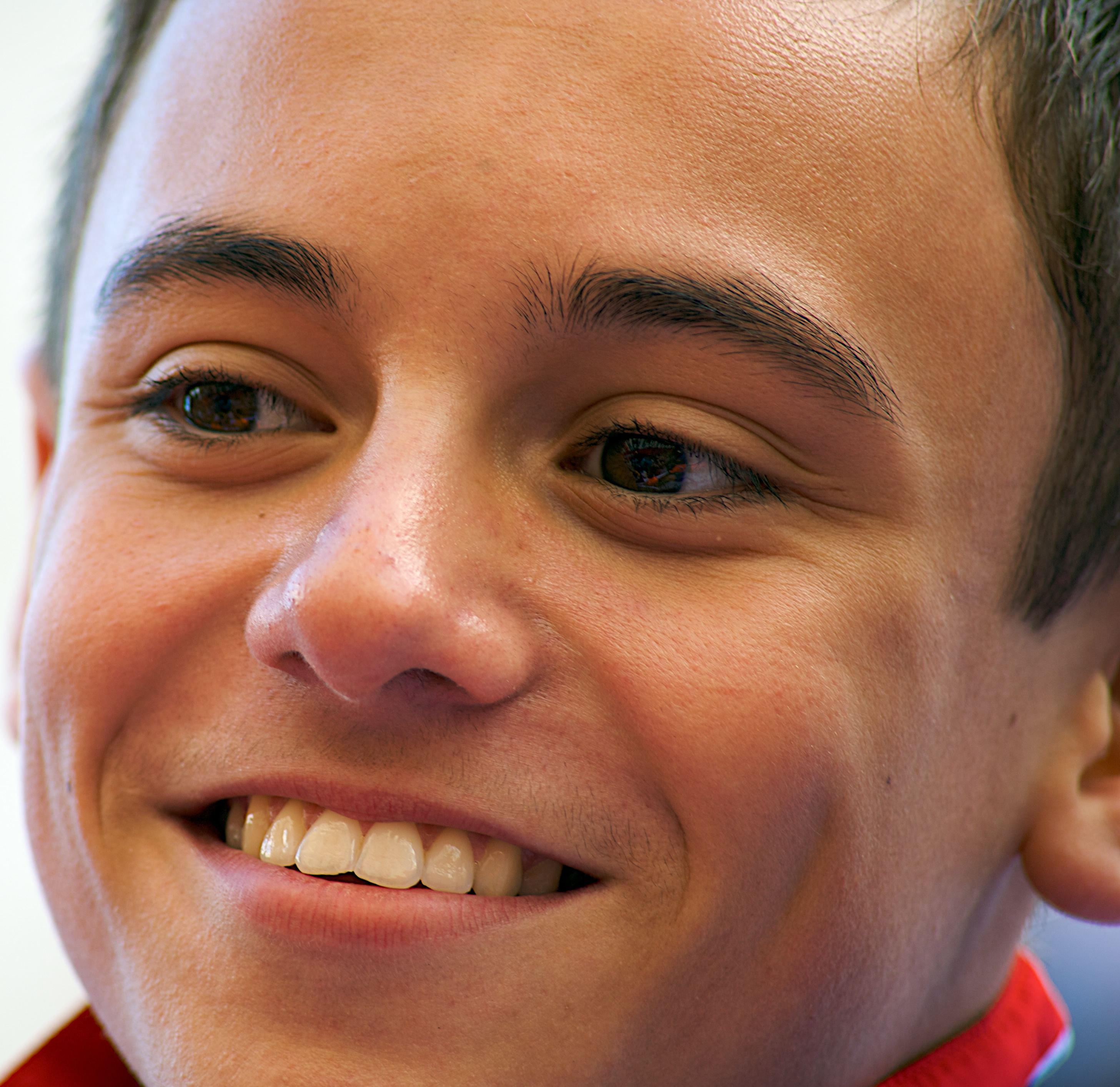
Tom Daley al 2008
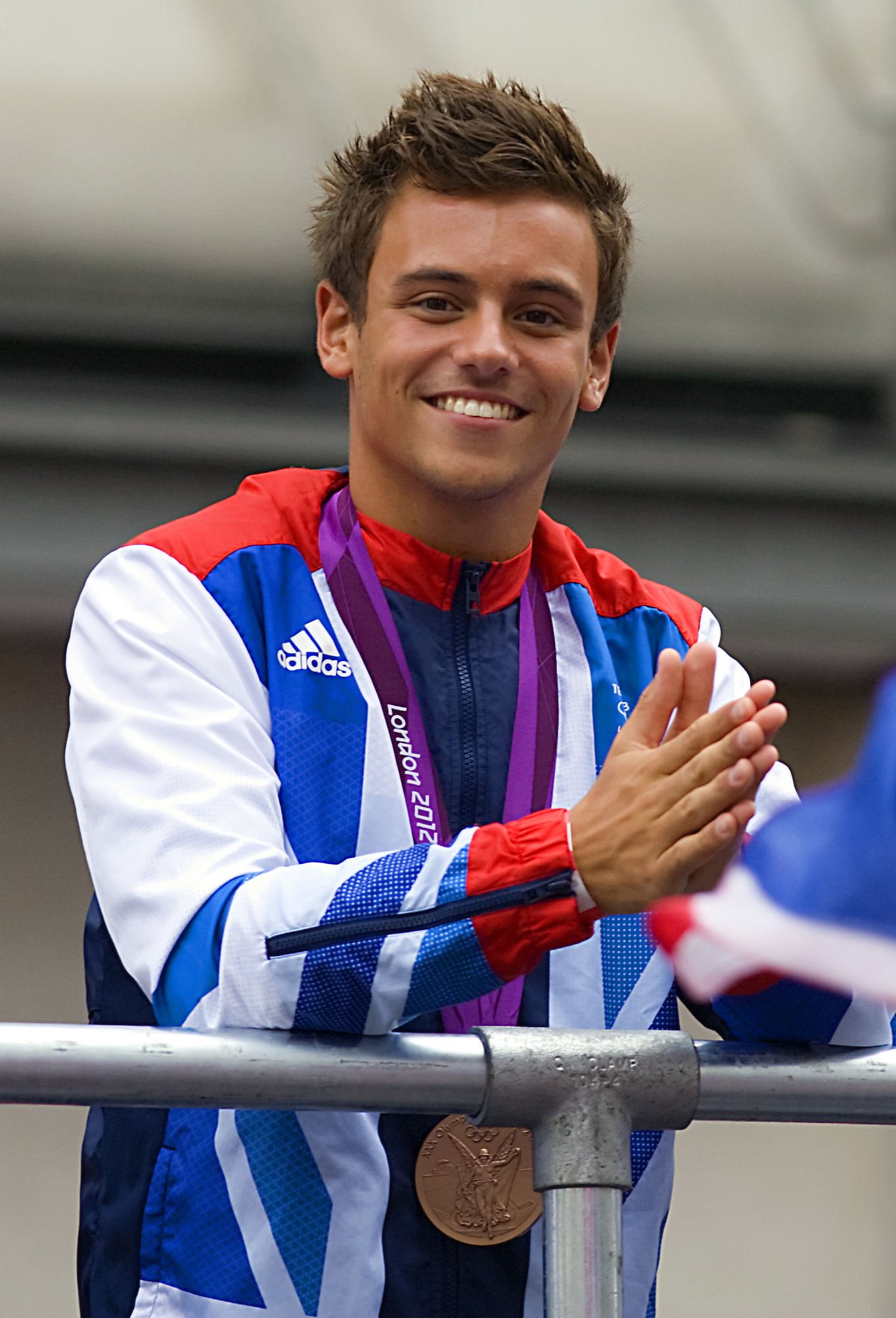
Tom Daley al 2012
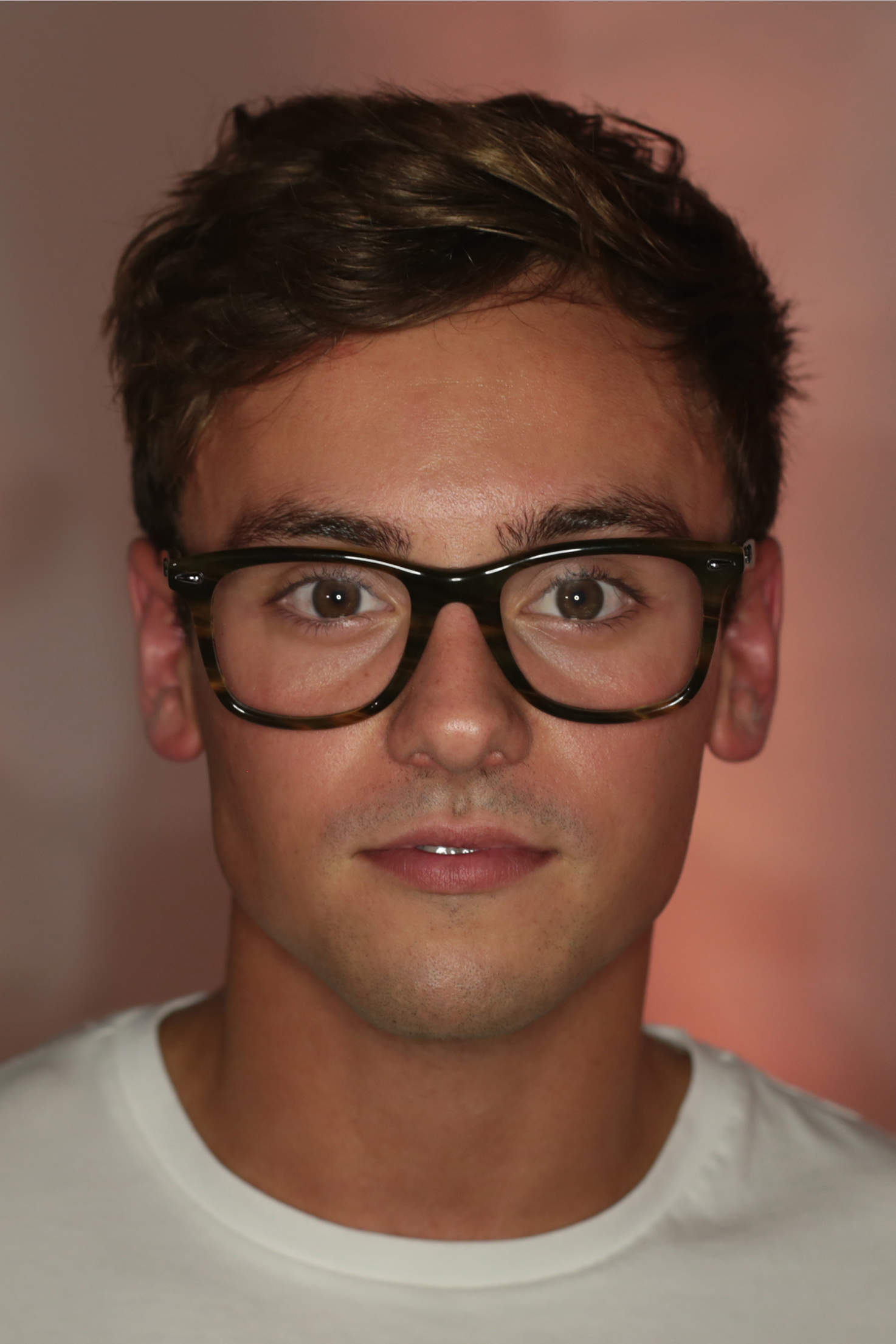
Tom Daley al 2016

## Història Competitiva
- Campió Britànic en tots els esdeveniments (1 m, 3 m, platforma) en el 2004, 2005 i 2006 en el seu grup d'edat corresponent

| Competició                                                               | 2005 | 2006 | 2007 | 2008 | 2009 | 2010 | 2011 | 2012 | 2013 | 2014 |
| ------------------------------------------------------------------------ | ---- | ---- | ---- | ---- | ---- | ---- | ---- | ---- | ---- | ---- |
| Jocs Olímpics, 10 m                                                      |      |      |      | 7è   |      |      |      | 3r   |      |      |
| Jocs Olímpics, 10 m (sincro)                                             |      |      |      | 8è   |      |      |      | 4t   |      |      |
| Jocs Olímpics de la Joventut, 3m                                         |      |      |      |      |      | 9è   |      |      |      |      |
| Campionats del Món FINA, 10 m                                            |      |      |      |      | 1r   |      | 5è   |      | 6è   |      |
| Campionats del Món FINA, 10 m (sincro)                                   |      |      |      |      | 9è   |      | 6è   |      |      |      |
| Campionats del Món FINA de salt de trampolí Júnior, 3 m sincro ("A")     |      |      |      |      |      |      |      | 1r   |      |      |
| Campionats del Món FINA de salt de trampolí Júnior, 3 m ("B")            |      |      |      | 2n   |      |      |      |      |      |      |
| Campionats del Món FINA de salt de trampolí júnior, Nois 10 m Plataforma |      |      |      | 2n   |      |      |      | 1r   |      |      |
| Campionats Europeus, 10 m                                                |      |      |      | 1r   |      |      |      | 1r   |      | 2n   |
| Campionats Europeus, 10 m (sincro)                                       |      |      |      | 6è   |      |      |      |      |      | 4t   |
| Jocs de la Commonwealth, 10 m                                            |      |      |      |      |      | 1r   |      |      |      | 1r   |
| Jocs de la Commonwealth, 10 m (sincro)                                   |      |      |      |      |      | 1r   |      |      |      | 2n   |
| Campionats Britànics, 10 m                                               |      | 3r   | 2n   | 1r   | 1r   | 2n   | 2n   | 1r   | 1r   |      |
| Campionats Britànics, 10 m (sincro)                                      |      |      |      | 1r   |      |      | 1r   | 1r   |      |      |
| Campionats Britànics, 10 m (Júnior)                                      | 1r   | 1r   | 1r   |      |      |      |      | 1r   |      |      |
| Campionats Britànics, 3 m                                                |      |      |      |      |      |      | 2n   |      |      |      |
| Campionats Britànics, 3 m (Júnior)                                       |      | 4t   |      |      |      |      |      |      |      |      |
| Campionats Britànics, 1 m                                                |      | 17è  |      |      |      |      |      |      |      |      |
| FINA Diving World Series, Dubai, UAE, 10 m                               |      |      |      |      |      |      |      | 2n   |      | 4t   |
| FINA Diving World Series, Dubai, UAE, 10 m (sincro)                      |      |      |      |      |      |      |      | 4t   |      |      |
| FINA Diving World Series, Doha, Qatar, 10 m                              |      |      |      |      | 6è   |      |      |      |      |      |
| FINA Diving World Series, Changzhou, Xina, 10 m                          |      |      |      |      | 3r   |      |      |      |      |      |
| FINA Diving World Series, Nanjing, Xina, 10 m                            |      |      |      | 4t   |      |      |      |      |      |      |
| FINA Diving World Series, Qingdao, Xina, 10 m                            |      |      |      |      |      | 4t   |      |      |      |      |
| FINA Diving World Series, Beijing, Xina, 10 m                            |      |      |      |      |      |      | 3r   | 2n   |      | 3r   |
| FINA Diving World Series, Beijing, Xina, 10 m (sincro)                   |      |      |      |      |      |      |      | 2n   |      |      |
| FINA Diving World Series, Moscou, Rússia, 10 m                           |      |      |      |      |      |      | 5è   | 2n   |      |      |
| FINA Diving World Series, Moscou, Rússia, 10 m (sincro)                  |      |      |      |      |      |      |      | 5è   |      |      |
| FINA Diving World Series, Tijuana, Mèxic, 10 m                           |      |      |      | 5t   |      |      |      | 1r   |      |      |
| FINA Diving World Series, Tijuana, Mèxic, 10 m (sincro)                  |      |      |      | 5è   |      |      |      | 3r   |      |      |
| FINA Diving World Series, Veracruz, Mèxic, 10 m                          |      |      |      |      |      | 4t   |      |      |      |      |
| FINA Diving World Series, Guanajuato, Mèxic, 10 m                        |      |      |      |      |      |      | 2n   |      |      |      |
| FINA Diving World Series, Guanajuato, Mèxic, 10 m (sincro)               |      |      |      |      |      |      | 4t   |      |      |      |
| FINA Diving World Series, Edinburgh, UK, 10 m                            |      |      |      |      |      |      |      |      | 1r   |      |
| FINA Diving World Series, Sheffield, UK, 10 m                            |      |      | 4t   | 2n   | 2n   |      | 4t   |      |      |      |
| FINA Diving World Series, Sheffield, UK, 10 m (sincro)                   |      |      | 5è   | 1r   | 5è   |      | 1r   |      |      |      |
| FINA Diving Grand Prix, Fort Lauderdale, USA, 10 m                       |      |      |      |      | 1r   |      |      |      |      |      |
| FINA Diving Grand Prix, Fort Lauderdale, USA, 10 m (sincro)              |      |      |      |      | 2n   |      |      |      |      |      |
| FINA Diving Grand Prix, Madrid, 10 m                                     |      |      | 4t   |      |      |      |      |      |      |      |
| FINA Diving Grand Prix, Canadà, 10 m                                     |      |      | 10è  |      |      |      |      |      |      |      |
| ASA Campionats Nacionals, 10 m                                           |      |      | 1r   |      |      |      |      |      |      |      |
| ASA Campionats Nacionals, 10 m (sincro)                                  |      |      | 1r   |      |      |      |      |      |      |      |
| ASA Campionats Nacionals, 10 m (Júnior)                                  |      | 2n   | 1r   |      |      |      |      |      |      |      |
| ASA Campionats Nacionals, 3 m (Júnior)                                   | 1r   | 1r   | 1r   |      |      |      |      |      |      |      |
| ASA Campionats Nacionals, 3 m                                            |      |      | 2n   |      |      |      | 5è   |      |      |      |
| ASA Elite Júnior Campionats Nacionals, 1 m                               |      | 1r   |      |      |      |      |      |      |      |      |
| ASA Elite Júnior Campionats Nacionals, 3 m                               |      | 1r   |      |      |      |      |      |      |      |      |
| ASA Elite Júnior Campionats Nacionals, 10 m                              |      | 1r   |      |      |      |      |      |      |      |      |
| CAMO Invitational Meet, 10 m                                             |      |      | 6è   |      |      |      |      |      |      |      |
| CAMO Invitational Meet, 10 m (sincro)                                    |      |      | 1r   |      |      |      |      |      |      |      |
| Australian Junior Elite Diving Championships, 10 m                       | 1r   |      |      |      |      |      |      |      |      |      |
| Australian Junior Elite Diving Championships, 3 m                        | 2n   |      |      |      |      |      |      |      |      |      |
| Aachen Junior International, 10 m                                        | 2n   |      |      |      |      |      |      |      |      |      |
| Aachen Junior International, 3 m                                         | 3r   |      |      |      |      |      |      |      |      |      |

## Vida privada
El pare de Tom, Robert Daley va morir d'un tumor celebral el 27 de maig de 2011 amb 40 anys quan Tom només tenia 17 anys.
El 2 de desembre de 2013, Daley va penjar un vídeo a YouTube anunciant que havia estat en una relació amb un home des de principis d'aquell any. Daley va dir que havia estat una decisió difícil de parlar sobre la seva vida privada però comentava que tot el que volia fer era ser honest, per tant va fer el correcte per ell. La seva parella és Dustin Lance Black un guionista, director i productor de cinema. Els dos actualment viuen junts a Londres.